# Câmpia, Sălaj
Câmpia este un sat în comuna Bocșa din județul Sălaj, Transilvania, România.
Satul Câmpia face parte din comuna Bocșa, alături de alte trei sate: Bocșa, Sălăjeni și Borla. Bocșa, reședința comunei, deține în jur de 31% din populație, Borla 34%, Sălăjeni 21%, Câmpia 14% din populație.
Față de reședința de comună, satele sunt situate la distanțe de 3 Km - Borla (spre Zalău); 4 Km - Sălăjeni, 5 Km - Câmpia (spre Sărmășag).

## Etimologie
În ceea ce privește etimologia, proveniența și semnificația numelui, Câmpia apare sub diferite denumiri în decursul veacurilor, de la prima menționare a localității și până azi. Astfel apare cu denumirile de Hosszumező (1395), Hozzywmezew (1427), Hewzymezew (1441), Hazywmezew (1459), Hozywmezew (1461), Hozyu Mezeu, Hoszu Mező    (1733 în conscripția lui Klein), Hosszúmező (1760-1762 în conscripția lui Bucov), Hoszu Mező  (1753), Hoszumezeu (1850), Hosszumező (1854), Somlyommező (1910, 1940-1944), Câmpia (1930). 
Numele vechi al satului, Husmezău, vine probabil de la așezarea geografică a satului, care se află într-o zonă de câmpie; „hosszú mező”  traducându-se din limba maghiară în limba română prin „câmpie lungă”. Această denumire este cunoscută și folosită uneori și azi. 

## Istorie
Localitatea Câmpia a aparținut de-a lungul veacurilor unor diferite unități administrative. În anul 1441 făcea parte din Comitatul Kraszná. La începutul secolului al XIX-lea, Câmpia este amintită ca făcând parte din Comitatul Crasna, Plasa Pericei. După formarea Comitatului Sălajului în 1876, prin unirea Comitatelor Crasnei și Solnocului de Mjloc, va fi parte a acestui comitat. În 1924 Comitatul se transformă în Județul Sălaj, care se va împărți în plase și subplase. Ia ființă subplasa Bocșa în a cărei componență intră și Câmpia, iar din 1935 va face parte din Plasa Șimleu. Pe 3 noiembrie 1935, Biserica din Câmpia, Sălaj e sfințită de Valeriu Traian Frențiu, principalul donator e Nicolae Hendea. 
În 1940, schimbările politice au ca și consecință mutarea satului la comuna Lompirt. În 1944, podul din Câmpia, peste râul Zalău, este aruncat in aer, de armata germana, în retragere. Va face parte din comuna Ilișua între anii 1949-1951, după care revine la  Comuna Lompirt, Raionul Șimleu, Regiunea Crișana (Bihor), până în 1968. Noua împărțire administrativ-teritorială a țării din 1968, pe județe, va avea ca rezultat reînființarea Comunei Bocșa, din care va face parte și Câmpia. Astăzi satul Câmpia face parte din Comuna Bocșa, Județul    Sălaj.

## Geografie
Satul Câmpia face parte din comuna Bocșa și este situat în partea de nord-vest a județului Sălaj, la 24 Km. în aval de municipiul județului, Zalău. Se învecineză cu satele Sălajeni la nord, Bocșa la est, Ilișua la sud și Lompirt la vest.
Este așezat pe Valea Zalăului la 1 Km. distanță de drumul european E 81, care străbate localitatea Sălăjeni. Cele două sate, Câmpia și Sălăjeni, sunt despărțite de calea ferată și de Valea Zalăului, iar accesul peste râu este facilitat de un pod.
Ca suprafață, satul se întinde pe 0,77 Km.2, densitatea locuită fiind medie, caracteristică, după modul de poziționare a caselor, tipului de sat adunat-compact, iar după numărul de persoane caracteristica tipului de sate mici (sub 500 de locuitori).
În ceea ce privește formele de relief, satul este așezat într-o zonă de câmpie, pe un teren plat, fiind mărginit, în partea de sud, de dealuri de mică înălțime. 

## Personalități
Nicolae Hendea